# Paskalamm (Nås socken, Dalarna)
Paskalamm är en sjö i Vansbro kommun i Dalarna och ingår i Dalälvens huvudavrinningsområde.